# KŻ Orzeł Łódź
KŻ Orzeł Łódź (występuje pod nazwą H.Skrzydlewska Orzeł Łódź) – polski klub żużlowy z Łodzi.

## Historia klubu
Historia sportu żużlowego sięga w Łodzi lat 40. XX wieku. W 1948 roku powstał Tramwajarz Łódź. Ponadto funkcjonowała sekcja Dziewiarskiego Klubu Sportowego Włókniarz, która została rozwiązana w 1950. Drużynę Tramwajarza rozwiązano po sezonie 1964. Po dwóch latach w Łodzi powstał nowy klub – Gwardia. Istniał on do 1980 roku. Reaktywacja czarnego sportu w mieście nastąpiła dopiero w 1995, kiedy to powstał JAG Speedway. Od sezonu 1999 w Łodzi działał ŁTŻ, natomiast od sezonu 2002 – TŻ.
W 2005 roku powstał Orzeł Łódź, który od sezonu 2006 startował w drugoligowych rozgrywkach. W sezonie 2009 walczył o przejście do I ligi, lecz po przegranej ze Speedway Miszkolc utracił szansę na bezpośredni awans. W pierwszym barażu z GTŻ Grudziądz przegrał na swoim torze 43:47. Również w rewanżu nie udało się osiągnąć celu, a łodzianie pozostali w II lidze. W sezonie 2010 po zwycięstwie nad KMŻ Lublin drużyna awansowała do I ligi.
10 listopada 2016 klub został odznaczony przez Radę Miejską w Łodzi (uchwałą nr XXXVI/931/16 z 19 października 2016) Odznaką „Za Zasługi dla Miasta Łodzi”.

## Historyczne nazwy drużyny
| Lp. | Okres obowiązywania | Nazwa                      |
| --- | ------------------- | -------------------------- |
| 1.  | 2006-2021           | Orzeł Łódź                 |
| 2.  | 2022-               | H. Skrzydlewska Orzeł Łódź |

## Poszczególne sezony
| Sezon | Rozgrywki ligowe | Rozgrywki ligowe | Rozgrywki ligowe | Uwagi                                                           |
| Sezon | Liga             | Liga             | Miejsce          | Uwagi                                                           |
| ----- | ---------------- | ---------------- | ---------------- | --------------------------------------------------------------- |
| 2006  | III              | II liga          | 6/9              |                                                                 |
| 2007  | III              | II liga          | 3/7              |                                                                 |
| 2008  | III              | II liga          | 4/6              |                                                                 |
| 2009  | III              | II liga          | 2/7              | Przegrane baraże o awans                                        |
| 2010  | III              | II liga          | 1/8              |                                                                 |
| 2011  | II               | I liga           | 7/8              |                                                                 |
| 2012  | II               | I liga           | 5/6              |                                                                 |
| 2013  | II               | I liga           | 5/7              |                                                                 |
| 2014  | II               | I liga           | 2/8              | Baraże nie zostały zorganizowane                                |
| 2015  | II               | I liga           | 6/7              |                                                                 |
| 2016  | II               | I liga           | 2/11             | Baraże nie zostały zorganizowane – klub uzyskał prawo do awansu |
| 2016  | II               | I liga           | 2/11             | Rezygnacja z prawa do awansu                                    |
| 2017  | II               | I liga           | 4/8              |                                                                 |
| 2018  | II               | I liga           | 5/8              |                                                                 |
| 2019  | II               | I liga           | 7/7              | Wygrane baraże o utrzymanie                                     |
| 2020  | II               | I liga           | 3/8              |                                                                 |
| 2021  | II               | I liga           | 6/8              |                                                                 |
| 2022  | II               | I liga           | 4/8              |                                                                 |
| 2023  | II               | I liga           | 7/8              |                                                                 |
| 2024  | II               | 2. Ekstraliga    | 6/8              |                                                                 |

| Poziom ligowy | Liczba sezonów | Sezony    |
| ------------- | -------------- | --------- |
| II            | 14             | 2011–2024 |
| III           | 5              | 2006–2010 |

## Osiągnięcia

### Międzynarodowe
Poniższe zestawienia obejmują osiągnięcia klubu oraz indywidualne osiągnięcia zawodników krajowych (w zawodach drużynowych, par i indywidualnych) i zagranicznych (w zawodach indywidualnych) w rozgrywkach pod egidą FIM oraz FIM Europe.

#### Mistrzostwa Europy
Drużynowe mistrzostwa Europy juniorów
- 1. miejsce (1):
  - 2017 –  Jakub Miśkowiak

Indywidualne mistrzostwa Europy
- 3. miejsce (1):
  - 2011 –  Aleš Dryml

#### Pozostałe
Puchar Europy par U-19
- 1. miejsce (1):
  - 2018 –  Jakub Miśkowiak

## Zawodnicy

### Kadra drużyny
Stan na 16 sierpnia 2025
| Kat.                                                   | Nar.     | Fed.      | Żużlowiec           | DMP (2SE) | DMPJ | Uwagi                                        |
| ------------------------------------------------------ | -------- | --------- | ------------------- | --------- | ---- | -------------------------------------------- |
| S                                                      | Polska   | Polska    | Robert Chmiel       | T         |      |                                              |
| S                                                      | Dania    | Dania     | Patrick Hansen      | T         |      |                                              |
| S                                                      | Dania    | Dania     | Andreas Lyager      | T         |      |                                              |
| S                                                      | Czechy   | Czechy    | Václav Milík        | T         |      |                                              |
| S                                                      | Polska   | Polska    | Patryk Wojdyło      | T         |      |                                              |
| S                                                      | Słowenia | Chorwacja | Matej Žagar         | T         |      |                                              |
| U24                                                    | Polska   | Polska    | Mateusz Bartkowiak  | T         |      |                                              |
| U21                                                    | Polska   | Polska    | Olivier Buszkiewicz | T         | T    |                                              |
| U21                                                    | Polska   | Polska    | Seweryn Orgacki     | T         | T    |                                              |
| U19                                                    | Polska   | Polska    | Jakub Kiciński      | T         | T    |                                              |
| U19                                                    | Polska   | Polska    | Tomasz Szeląg       | T         | T    |                                              |
| U17                                                    | Dania    | Dania     | Mikkel Andersen     | T         |      | Wypożyczony z WTS-u Wrocław                  |
| U16                                                    | Polska   | Polska    | Filip Pawlak        |           | T    | Do 30 kwietnia 2026 tylko zawody młodzieżowe |
| U16                                                    | Polska   | Polska    | Kacper Zieliński    |           | T    | Do 27 grudnia 2025 tylko zawody młodzieżowe  |
| „” oznacza, że zawodnik został zgłoszony do rozgrywek. |          |           |                     |           |      |                                              |